# Håkon Wium Lie

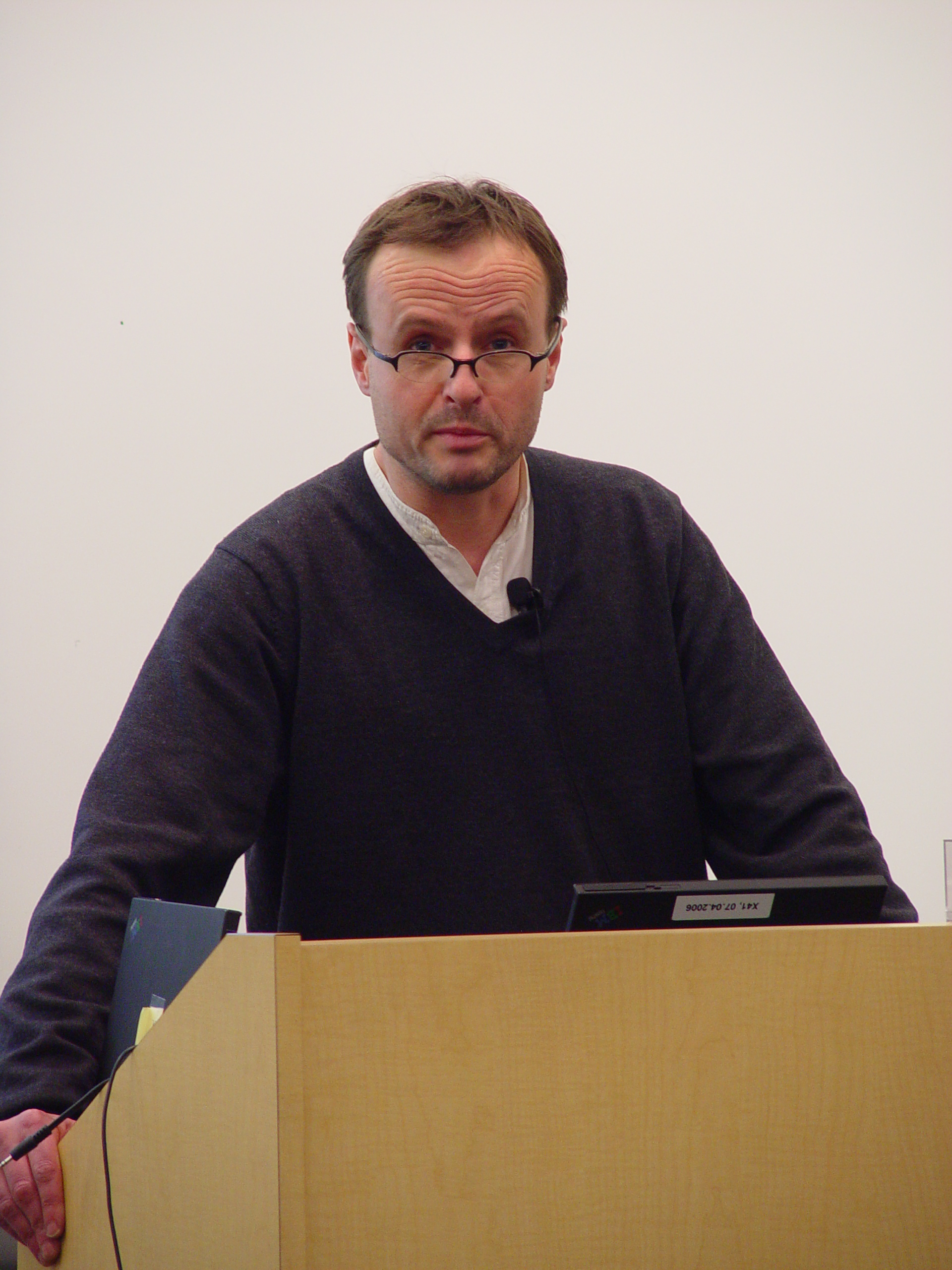
Håkon Wium Lie (2007)

Håkon Wium Lie (* 1965 in Halden, Norwegen) ist ein norwegischer Informatiker und Manager.
Lie arbeitete am CERN zusammen mit Tim Berners-Lee, dem Schöpfer des Webs selbst, und erfand dort CSS.
Am 10. Oktober 1994 stellte er in dem Artikel Cascading HTML style sheets – a proposal das Konzept der CSS vor. Seit 1995 arbeitet Lie im Rahmen des World Wide Web Consortium (W3C) an der Fortschreibung der W3C-Empfehlungen zu CSS.
Von 1999 bis 2016 war er Chief Technical Officer (CTO) bei Opera Software, wo er unter anderem an der Weiterentwicklung der Cascading Style Sheets (CSS) arbeitete.
Lie ist seit 2004 Vorsitzender von YesLogic.

## Werke (Auswahl)
- mit Bert Bos: Cascading Style Sheets. Designing for the web 3rd. edition. Addison-Wesley, Boston, Mass. 2005, ISBN 0-321-19312-1